# 胡全才
胡全才（1605年3月11日—？年），字體舜，號韜穎，一號聖水。山西太原府文水縣人。崇禎三年庚午科山西鄉試第二十一名舉人，崇禎十六年癸未科會試易三房，中式第146名，殿試三甲166名，戶部觀政，甲申授兵部職方司主事督捕管事。清兵入关，繼續起用，历官兵部郎中。顺治二年（1645年），升任陕西布政使司参议、汉羌兵备道。顺治三年，为宁夏巡抚。十年（1653年），洪承畴举荐，从征湖南。不久，命为郧阳抚治。十三年，升湖广总督。冬十月卒，追赠兵部尚书，谥勤毅。

## 延伸阅读
[在维基数据编辑]
 《清史稿/卷240》，出自趙爾巽《清史稿》